# معبد فو غوانغ شان (أوكلاند)
معبد فو غوانغ شان في أوكلاند، هو معبد ومركز مجتمعي للحركة البوذية الصينية فو غوانغ شان في ضاحية شرق تاماكي / فلات بوش في أوكلاند ، نيوزيلندا. تم بناء المعبد والمجمع على مدى سبع سنوات. تم تصميمه على الطراز المعماري لأسرة تانغ. يضم المعبد تمثالاً كبيراً لبوذا وجرساً يبلغ وزنه طنين.
تم افتتاح المعبد الجديد أواخر عام 2007، وتتمثل مهمة المعبد الجديد في تعزيز البوذية الإنسانية. لكنه يهدف أيضاً إلى إفادة غير البوذيين، "من خلال التعليم وتعليم الناس كيفية عيش حياة جيدة". حتى قبل الافتتاح الرسمي، قَدّم المعبد دورات مجتمعية مثل الخط الصيني واللغة الصينية واليوغا وفنون الدفاع عن النفس، بالإضافة إلى توفير مكان لمحادثات واجتماعات منع الجريمة.

## مرافق
تفتح أراضي المعبد ستة أيام في الأسبوع (مغلق يوم الاثنين) وتفتح في معظم أيام العطل الرسمية. ساعات العمل عادة من 9 صباحاً حتى 5 مساءً ، لكن بعض أجزاء المعبد (لا سيما قاعة المعرض والضريح الخارجي) قد تفتح في وقت لاحق وتغلق في وقت مبكر. خلال المهرجانات، قد يفتح المعبد في وقت لاحق من المساء ويفتح في بعض الأحيان بعد منتصف الليل مثل العام القمري الجديد.